# Tjoklat

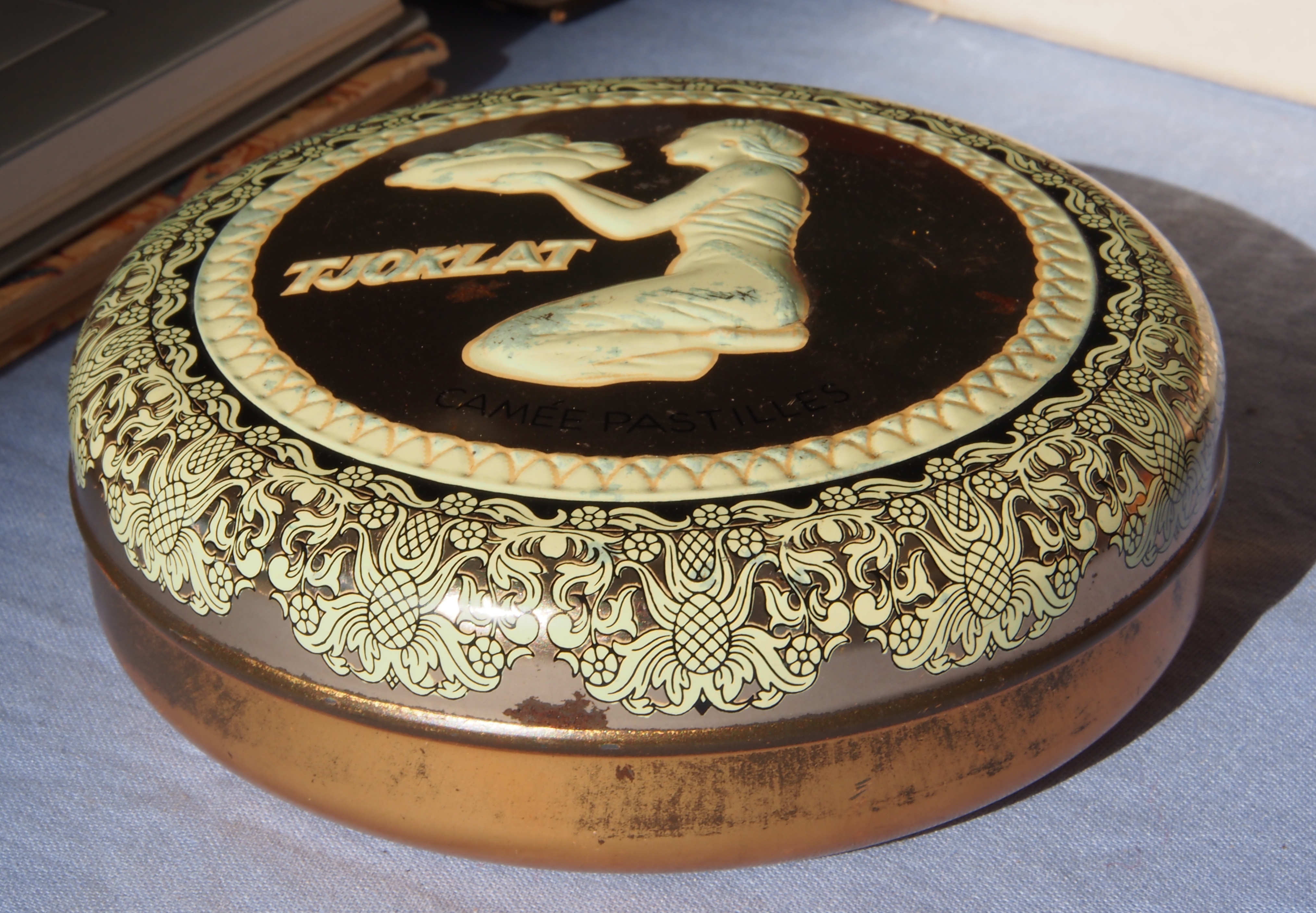
Het bekende Tjoklatblik met cameepastilles

Tjoklat was een chocoladefabriek die door Willem Cornelis Sickesz junior (1886-1971) op 2 juni 1924 in Amsterdam als naamloze vennootschap werd opgericht. De oorspronkelijke naam van de fabriek was Holland(sch)-Zwitsersche Chocoladefabriek Amsterdam. De fabriek stond aan de Schinkelkade 60-69 op de hoek met de Vaartstraat. Het hoofdkantoor was gehuisvest in het zelfde pand met een ingang aan de Vaartstraat 84. De voornaamste producten waren chocoladerepen en pastilles (chocolaatjes).
In het jaar 1925 produceerde de fabriek al 63 miljoen repen onder de naam Hollandsch-Zwitsersche chocolade reep. Een half jaar later werd de mijlpaal van 100 miljoen repen in een advertentie bekendgemaakt. De eerste producten met de merknaam Tjoklat verschenen pas in september 1936 op de markt. "Tjoklat" was het Maleise woord voor "chocolade" (de nieuwe spellingswijze na 1972 is "coklat"). Het merkteken was sindsdien een afbeelding van een knielende Indonesische vrouw met een schaal cacaovruchten in haar handen. Het was een ontwerp van het bureau van de grafisch ontwerper Jannes de Vries. De tekenaar was vermoedelijk de in Oosterhesselen geboren schilder Berend Hoving. Model stond de Engelse Mady Townsend, een goede vriendin van W.C. Sickesz junior. Alle Tjoklatproducten werden met Indische rietsuiker bereid. Nog voor de Tweede Wereldoorlog werd een serie witte, bakelieten dozen (ovaal en rond) met pastilles uitgebracht, waarbij het merkteken was uitgevoerd als camee. De gietvormen (mallen) voor de chocolade werden in Duitsland gemaakt bij Anton Reiche in Dresden en de dozen werden bij Philips in opdracht gegeven. In de oorlog kwam de productie stil te staan.
Na de oorlog kreeg de fabriek met het merkteken Tjoklat haar grootste bekendheid. De fabriek veranderde in 1950 haar naam in Tjoklat-Fabriek NV Amsterdam. De bakelieten dozen werden door blikken dozen met reliëf vervangen. In 1971 overleed de oprichter Willem Cornelis Sickesz junior. In 1972 werd de fabriek in een besloten vennootschap veranderd en de naam gewijzigd in Tjoklat B.V. In 1974 nam Meneba de Tjoklat-chocoladefabriek over. Op 24 december 1977 sloot Meneba de fabriek in Amsterdam en plaatste het de productie over naar zijn dochteronderneming Beukers & Rijneke in Vlaardingen. In 1978 werd de fabriek in Amsterdam gesloopt, zeven jaar na het overlijden van de stichter. In 1984 nam Baronie-De Heer in Alphen aan den Rijn de chocoladefabriek in Vlaardingen over. De merknaam en het merkteken van Tjoklat worden nog steeds gebruikt.

## Hopjes
Behalve chocolade bracht Tjoklat ook hopjes in de handel onder de naam Tjoklat Hopjes.

## Tjoklat-sagenalbum
In april 1937 bracht Tjoklat een sagenalbum uit, een kinderboek met Indische vertellingen. Het was verkrijgbaar door het sparen van de merktekens (de knielende Indische vrouw), die op de wikkels van chocoladerepen stonden. Op de omslag van het album stond eveneens de afbeelding van de knielende Indische vrouw met de schaal cacaovruchten in haar handen. Het album was al voorzien van gekleurde illustraties, maar de teksten moesten verzameld en ingeplakt worden. Het album werd gedrukt bij drukkerij De Spaarnestad te Haarlem. De illustraties waren van Frits van Bemmel.